# Reggello
Reggello is een gemeente in de Italiaanse Metropolitane Stad Florence (regio Toscane) en telt 16.272 inwoners (31-12-2012). De oppervlakte bedraagt 121,2 km2, de bevolkingsdichtheid is 123 inwoners per km2.
De volgende frazioni maken deel uit van de gemeente: Cancelli, Canova, Cascia, Caselli, Ciliegi, Donnini, Leccio, Matassino, Montanino, Pietrapiana, Pontifogno, Prulli, Saltino, San Clemente, San Donato in Fronzano, Sant'Ellero, Tosi, Vaggio en Vallombrosa.

## Demografie
Reggello telt ongeveer 5658 huishoudens. Het aantal inwoners steeg in de periode 1991-2001 met 12,4% volgens cijfers uit de tienjaarlijkse volkstellingen van ISTAT. Met name de frazione Matassino, met goede verbindingen in het Arnodal bij Figline gelegen, heeft in enkele decennia een zeer sterke groei doorgemaakt.
| Jaar | Inwoneraantal |
| ---- | ------------- |
| 1991 | 12.601        |
| 2001 | 14.167        |

## Geografie
De gemeente strekt zich uit van het dal van de rivier de Arno tot de toppen van de Pratomagno, van ongeveer 120 tot 1550 m boven zeeniveau. Het dorp Reggello bevindt zich op ca. 390 m hoogte, op de grens van de zeer dun bevolkte hellingen van de Pratomagno en het heuvelland van het Valdarno Superiore.
Reggello grenst aan de volgende gemeenten: Castel San Niccolò (AR), Castelfranco Piandiscò (AR), Figline e Incisa Valdarno, Montemignaio (AR), Pelago en Rignano sull'Arno.

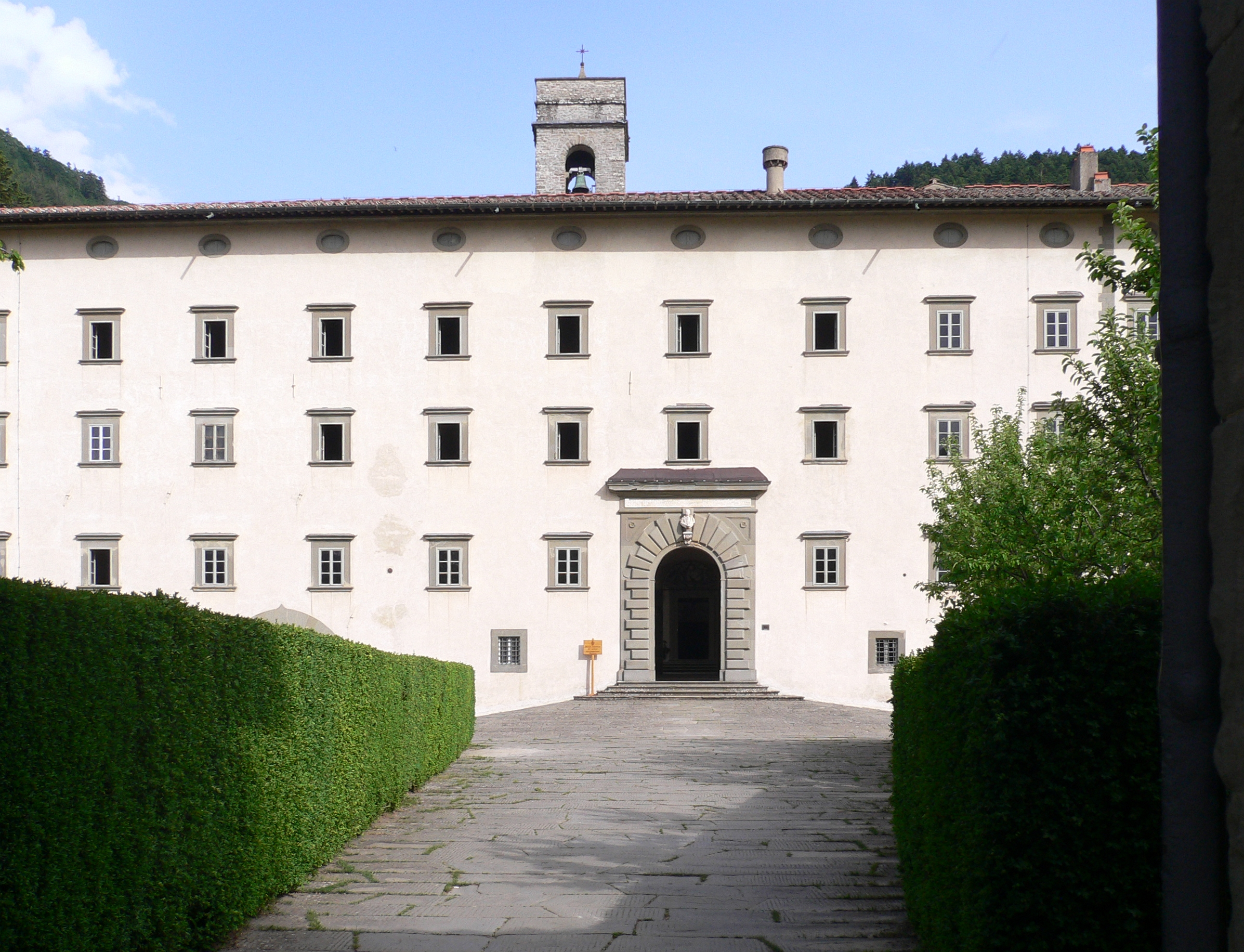
Klooster Vallombrosa in de gemeente van Reggello